# Abou el Kacem Chebbi
Abu-l-Qasim as-Xabbat o, en su transcripción francesa Abou el Kacem Chebbi (1909-1934) (en árabe: أبو القاسم الشابي, Abū l-Qasim ax-Xabbat), fue un poeta tunecino nacido en 1909 en Tozeur. Fue el artista que cambió la poesía tunecina y dio una nueva orientación a la poesía árabe contemporánea. Fue un poeta vanguardista, a pesar de la influencia romántica y el peso de la tradición. Incitaba a la acción contra la incultura y la intolerancia, a pesar de su lirismo melancólico. Es considerado el poeta de la libertad de Túnez.

## Biografía
Abu-l-Qasim as-Xabbat nació en el seno de una noble familia de intelectuales al 24 de febrero de 1909 a Tozeur, y murió el 9 de octubre de 1934 en Túnez. Fue considerado como el poeta nacional de Túnez. Desde muy joven, viajó por toda Túnez por el trabajo de cadi de su padre. Aun así, as-Xabbat recibe una educación tradicional en la escuela primaria coránica en todas las localidades donde vive. Posteriormente, y siguiendo los pasos de su padre, entra en 1920 en la Universidad Zitouna de Túnez, donde aprende el Corán, la tradición de la religión y algunos aspectos de la poesía mística. Vivió en madrasas durante diez años -toda su adolescencia-, lo que le llevó a conocer difíciles condiciones de vida debido a su mal estado de salud. A los catorce años, as-Xabbat escribe los primeros poemas, que son publicados en el suplemento literario del diario Al Nahda. Milita en la Asociación de Jóvenes Musulmanes y es elegido presidente del comité de estudiantes, en un entorno de desafío a la educación Zitouni que en aquel momento sacude la capital, hasta llegar al punto de amenazas de huelgas, bajo el precepto de la necesidad de renovar y modernizar la enseñanza zitounenc. Paralelamente, descubre autores occidentales, especialmente los románticos, para traducciones al árabe que encuentra en las bibliotecas de la Khaldoun (instituto fundado por los nacionalistas tunecinos). Una vez terminado los estudios, comienza a moverse por círculos literarios, intelectuales y artísticos, así como dar conferencias que causan ciertas controversias entre el público. Por otra parte, se inscribe en un curso de derecho en la Escuela de Derecho tunecinos. Entonces, su frágil salud se va degradando considerablemente hasta causarle una muerte súbita en el hospital italiano de Túnez. Su fallecimiento dejó suspendido el proyecto que llevaba entre manos de publicar su diwan.

## Contexto político
El 12 de mayo de 1881 Túnez se convirtió en protectorado francés. En las primeras décadas de colonialismo surgió una respuesta sociopolítica, el Movimiento Nacional de Túnez. Este país fue el primero de todos los países árabes (influenciado por el nacionalismo moderno), que se posicionó en contra de la ocupación francesa a partir de los inicios del siglo XX, con el fin de conseguir la independencia el 20 de marzo de 1956. Uno de los partidos trascendentales en la política fue el de los Jóvenes tunecinos (inspirado en la ideología de los Jóvenes Turcos); se fundó en 1907 como un movimiento reformista y laico, comprometido con la lucha contra el protectorado francés. Su ideología se basaba, en parte, en el panislamismo y el panarabismo y en los principios de reformistas como Hayreddin Pasha. El partido se componía mayoritariamente de una clase media de tunecinos con el fin de preservar la herencia árabe y musulmana y restaurar la identidad de Túnez. Este partido, junto con la pequeña burguesía, las nuevas élites occidentalizadas, el movimiento feminista y la clase obrera que formaron el Movimiento Nacional, contribuyeron a la afirmación de la identidad nacional.

## Características literarias
Su obra poética gira alrededor de temas vitales como el amor, la soledad, la muerte, la naturaleza y también aquellos como el exilio, la revolución o la libertad, que utilizó para criticar la ocupación francesa. Estos temas están íntimamente relacionados con el romanticismo. Con Abu-l-Qasim as-Xabbat la poesía tunecina se moderniza y se independiza: "No escribo para complacer al príncipe, ni para obtener favores", se convierte en "un grito del alma triste", o "el eco de un corazón que llora ". Estas analogías denotan un poesía escrita, no para un mecenas, sino para conmover y hacer reflexionar a los lectores. Si bien el argumento de la obra poética es inédito y de una gran novedad para la época, la estructura de sus poemas están regidos por la métrica clásica. Por otra parte, los escritos en prosa también presentan un cierto interés literario. Aix-Xabbat escribió una serie de poemas en prosa entre los años 1925 y 1930. Pero su obra no se limita sólo a la poesía, sino que escribió sobre su trabajo poético y sobre él mismo, así como el escrito de la imaginario poético y mitológico árabe.

## Influencia literaría
Abu-l-Qasim as-Xabbat recibió fuertes influencias literarias del romanticismo europeo y del Màhjar. Los primeros poemas de ello-Xabbat, escritos entre 1924 y 1927, son de temática ordinaria para la época como es: la mujer como fuente de placer, el vino, elogios fúnebres, etc. Extrae la inspiración de las épocas omeya, abbàssida y andalusí. Sin embargo, se impregna de corrientes literarias y poéticos árabes, al tiempo que representa sobre todo una herencia tardía del romanticismo que ha dominado la Europa de finales del siglo XVIII hasta la mitad del XIX. Lord Byron, John Keats, Friedrich Nietzsche, Charles Baudelaire ... son algunos de los autores que influenciaron claramente las obras de ello-Xabbat. Sin embargo, a diferencia de los poetas románticos franceses, as-Xabbat no hacía prevalecer el sentimiento sobre la razón y la imaginación sobre el análisis crítico. Para él, el romanticismo era simplemente un medio de revuelta contra los poetas árabes convencionales. Por lo tanto, se puede denotar una semejanza entre as-Xabbat y Arthur Rimbaud en la precocidad del genio, y el primero es a menudo presentado como el "Rimbaud de África del Norte". Por otra parte, recibe influencias por parte de los autores del Màhjar, especialmente de Khalil Gibran -de quien as-Xabbat admira su ingenio y arte eterno- y de Ilya Abu-Madi. La repercusión que causa Gibran en el poeta tunecino es tan fuerte que, incluso, se impregna de principios del cristianismo y refleja conceptos e ideas relacionadas con esta religión como la deificación de la mujer, el carácter sagrado de la maternidad, la glorificación de la infancia y el sufrimiento ... y también as-Xabbat tenía conocimientos sobre la Biblia y los evangelios. Estatua de ello Xabbat el Museo Ibn Chariet de Tozeur 
En contraposición a las influencias recibidas, Abu-l-Qasim ha tenido poca influencia en sus contemporáneos. Sin embargo, no es hasta el siglo XXI que es uno de los poetas árabes más leídos por los arabòfons. Es también el poeta tunecino más conocido del mundo árabe, uno de los más grandes poetas del siglo XX y una figura importante de la literatura árabe moderna.

## Compromiso político
Abu-l-Qasim as-Xabbat hizo su primera conferencia el 1 de febrero de 1929 a Khaldoun. El título de esta ponencia era "El imaginario poético y mitológico árabe", que marcó su divergencia literaria con los autores tradicionalistas. Hizo varias críticas de la poesía árabe clásica y expresó su voluntad de modernizarla y de separarse de los conceptos tradicionalistas clásicos. Durante la conferencia declaró que: "Los poetas clásicos [...] no expresaban sentimientos profundos porque no consideraban la naturaleza como un sentimiento vivo y meditativo [...] Sólo tienen como única expresión de la belleza la mujer y, además, lo hacen a partir de una visión mediocre. " Su deseo de modernizar la poesía árabe y de utilizarla para otros fines, como por ejemplo el nacionalismo, provocó reacciones violentas en su contra por parte de los conservadores y poetas salafistas. Abu-l-Qasim as-Xabbat se mostró en desacuerdo con la ocupación colonial de lFos franceses. En algunos de sus poemas denunció el colonialismo: "A los tiranos de todo el mundo, déspota injusto, amigo de la oscuridad, enemigo de la vida, te has burlado del lloriqueo de un pueblo impotente, medita sobre los lugares donde has cortado cabezas, donde has arrancado las flores del esperanza. " Por otra parte, fue un fervoroso defensor de la independencia del poeta respecto del poder político y de su total libertad: "El poeta pertenece a sí mismo, es sumiso a quien le inspira la vida, y no a lo que le dictan los humanos; el poeta debe ser libre como un pájaro dentro del bosque, una flor dentro del campo, una ola dentro del océano. "

## Himno de Túnez
El himno de Túnez (oficial desde 1987), humatos al-hima (en árabe: حماة الحمى, humatos al-HIMA, 'Defensores de la patria'), fue musicado por Muhammad Abd-al-Wahhab y es una adaptación de un poema del poeta sirio Mustafá Sadiq ar-rafia y el último párrafo fue escrito por el gran poeta nacional Abu-l-Qasim as-Xabbat, extraído de su poema Voluntad de vivir (en árabe: إرادة الحياة, airado al- Hayat):

#### Fragmento original
| إرادة الحياة                      | Transcripción                      | Traducción                      |
| --------------------------------- | ---------------------------------- | ------------------------------- |
| إذا اﻟﺸﻌﺐ ﻳﻮﻣﺎً أراد الحيـــــــﺎة | iḏā ax-xuˁab yawman arada l-ḥayā   | Cuando la gente quiere vivr     |
| ﻓﻼ ﺑــﺪّ أن ﻳﺴﺘﺠﻴﺐ اﻟﻘــــﺪر       | fa-lā budda an yastajība l-qidr    | Debe responder más              |
| وﻻ ﺑﺪّ ﻟﻠــــﻴﻞ أن ﻳﻨﺠﻠــــــــــﻲ | wa-lā budda li-l-layl an yanjaliya | La noche debe ser expulsada     |
| وﻻ ﺑـــﺪّ ﻟﻠﻘﻴـــﺪ أن ﻳﻨﻜﺴــــﺮ    | wa-lā budda li-l-qayd an yankasir  | Y las cadenas tienen que romper |

#### Himno actual: Defensores de la Patria حماة الحمى
| حماة الحمى يا حماة الحمى هلموا هلموا لمجد الزمــن لقد صرخت في عروقنا الدماء نموت نموت و يحيا الوطن لتدو السماوات برعدها لترم الصواعق نيرانها إلى عز تونس إلى مجدها رجال البلاد و شبانها فلا عاش في تونس من خانها ولا عاش من ليس من جندها نموت و نحيا على عهدها حياة الكرام و موت العظام ورثنا السواعد بين الأمم صخورا صخورا كهذا البناء سواعد يهتز فوقها العلم نباهي به و يباهي بنا و فيها كفا للعلى والهمم و فيها ضمان لنيل المنى و فيها لأعداء تونس نقم و فيها لمن سالمونا السلام إذا الشعب يوما أراد الحياة فلا بدّ أن يستجيب القدر ولا بدّ لليل أن ينجلي ولا بدّ للقيد أن ينكسر | Ḥumāt al-ḥimà ya ḥumāt al-ḥimà halummu halummu li-majdi z-zaman laqad ṣaraḫat fī ˁurūqinā d-dimā' namūtu namūtu wa-yaḥyā l-waṭan li-tadwi s-samāwāt biraˁdihā li-tarmi ṣ-ṣawāˁiq nirāna-hā ilà ˁizzi Tūnis ilà majdi-hā rijāl l-bilād wa-xubānahā fa-lā ˁāxa fī Tūnis man ḫāna-hā wa-lā ˁāxa man laysa min jundi-hā namūtu wa naḥiyā ˁalà ˁahdi-hā ḥayāt l-karām wa mawt l-ˁiẓām riṯnā s-sawāˁid baina l-'umam ṣuḫūran ṣuḫūran kahaḏā l-binā' sawāˁid yahtuzu fawqahā l-ˁalam nubāhī bi-hi wa-yubāhī bi-nā wa-fī-hā kafā li-l-ˁulà wa-l-himam wa-fī-hā ḍamān li-nayli l-munà wa-fī-hā li-'aˁdā' Tūnis niqam wa-fī-hā li-man sālamūnā s-salām Iḏā ax-xaˁb yawman arāda al-ḥayāt fa-lā budda an yastajīb al-qidr wa-lā budda li-l-layl an yanjalī wa-lā budda li-l-qayd an yankasir |
| --- | --- |

## Publicaciones

### Obras principales
- El imaginario poético y mitológico árabe (1929)
- La voluntad de vivir (1933)
- Los tiranos del mundo (1934)
- Los cantos de la vida (1955)
- Diario (1965)

### Otras obras

#### Años 20
- Oh, amor (1924)
- Túnez la bella (1925)
- La guerra (1925)
- El canto del trono (1926)
- Poesía (1927)
- Río de amor (1927)
- De ayer hasta hoy (1927)
- El brillo de la verdad (1927)
- Es demasiado para mi corazón (1929)
- Por Dios (1929)
- Oh, mi hermano (1929)

#### Años 30
- El profeta no reconocido (1930)
- Oraciones para el templo del amor (1931)
- Pastoral (1933)
- Bajo las ramas (1933)
- Mis canciones (1933)
- El canto de Prometeo (1933)
- La confesión (1934)
- El corazón del poeta (1934)

- Datos: Q335543
- Multimedia: Abou el Kacem Chebbi / Q335543